# Betty Brice
Betty Brice (Sunbury, 4 agosto 1888 – Van Nuys, 15 febbraio 1935) è stata un'attrice statunitense, nota anche come Rosetta Brice.

## Biografia
Sposata a John L. Pratt, usò spesso il nome di Rosetta Brice. Fu messa sotto contratto dalla Lubin Manufacturing Company, una compagnia di Filadelfia, per cui girò numerosi cortometraggi. La sua carriera cinematografica, iniziata nei primi anni dieci, finì negli anni venti.
Morì il 15 febbraio 1935 a Van Nuys, in California, all'età di 46 anni.

## Filmografia
- The Price of Victory, regia di John Ince - cortometraggio (1913)
- A Servant of the Rich, regia di John Ince - cortometraggio (1914)
- The House of Fear - cortometraggio (1914)
- A Cruel Revenge, regia di John Ince - cortometraggio (1914)
- The Puritan, regia di John Ince - cortometraggio (1914)
- The Mansion of Sobs, regia di John Ince - cortometraggio (1914)
- Officer Jim, regia di John Ince - cortometraggio (1914)
- In the Northland, regia di John Ince - cortometraggio (1914)
- The Greater Treasure - cortometraggio (1914)
- The Incompetent - cortometraggio (1914)
- The Wolf, regia di Barry O'Neil (1914)
- Michael Strogoff, regia di Lloyd B. Carleton (1914)
- The Fortune Hunter, regia di Barry O'Neil (1914)
- The Erring, regia di John Ince - cortometraggio (1914)
- The Only Way Out - cortometraggio (1915)
- The Blessed Miracle, regia di Joseph Kaufman - cortometraggio (1915)
- The Road o' Strife, regia di Howell Hansel, John Ince (1915)
- The College Widow, regia di Barry O'Neil (1915)
- In the Dark, regia di Joseph Kaufman - cortometraggio (1915)
- The Sporting Duchess, regia di Barry O'Neil (1915)
- Her Answer - cortometraggio (1915)
- The District Attorney, regia di Barry O'Neil (1915)
- Whom the Gods Would Destroy, regia di Joseph W. Smiley - cortometraggio (1915)
- The Call of Motherhood, regia di John Ince - cortometraggio (1915)
- The Climbers, regia di Barry O'Neil (1915)
- Polly of the Pots and Pans, regia di John Ince - cortometraggio (1915)
- The Phantom Happiness, regia di George Terwilliger - cortometraggio (1915)
- The Last Rose, regia di Arthur V. Johnson  - cortometraggio (1915)
- When Youth Is Ambitious, regia di Joseph Kaufman - cortometraggio (1915)
- The Rights of Man: A Story of War's Red Blotch, regia di Jack Pratt (1915)
- The Meddlesome Darling, regia di Joseph W. Smiley - cortometraggio  (1915)
- A Man's Making, regia di Jack Pratt (1915)
- Sweeter Than Revenge, regia di Percy Winter - cortometraggio (1915)
- The Evangelist, regia di Barry O'Neil (1916)
- The Gods of Fate, regia di Jack Pratt (1916)
- Her Bleeding Heart, regia di Jack Pratt (1916)
- Love's Toll, regia di Jack Pratt (1916)
- Who Knows?, regia di Jack Pratt (1917)
- Loyalty, regia di Jack Pratt (1917)
- Humility, regia di Jack Pratt (1918)
- The Third Generation, regia di Henry Kolker (1920)
- The Sagebrusher, regia di Edward Sloman (1920)
- The Money Changers, regia di Jack Conway (1920)
- A Beggar in Purple, regia di Edgar Lewis (1920)
- The Spenders, regia di Jack Conway (1921)
- The Green Temptation, regia di William Desmond Taylor (1922)
- Heart's Haven, regia di Benjamin B. Hampton (1922)
- Beau Brummel, regia di Harry Beaumont (1924)